# Municipio de Jefferson (condado de Dickinson)
El municipio de Jefferson (en inglés: Jefferson Township) es un municipio ubicado en el condado de Dickinson en el estado estadounidense de Kansas. En el año 2010 tenía una población de 175 habitantes y una densidad poblacional de 1,86 personas por km².

## Geografía
El municipio de Jefferson se encuentra ubicado en las coordenadas 38°44′52″N 97°12′43″O / 38.74778, -97.21194. Según la Oficina del Censo de los Estados Unidos, el municipio tiene una superficie total de 94.15 km², de la cual 93,74 km² corresponden a tierra firme y (0,43 %) 0,41 km² es agua.

## Demografía
Según el censo de 2010, había 175 personas residiendo en el municipio de Jefferson. La densidad de población era de 1,86 hab./km². De los 175 habitantes, el municipio de Jefferson estaba compuesto por el 95,43 % blancos, el 0,57 % eran afroamericanos, el 1,14 % eran amerindios, el 2,29 % eran de otras razas y el 0,57 % eran de una mezcla de razas. Del total de la población el 2,29 % eran hispanos o latinos de cualquier raza.